# Devşirme

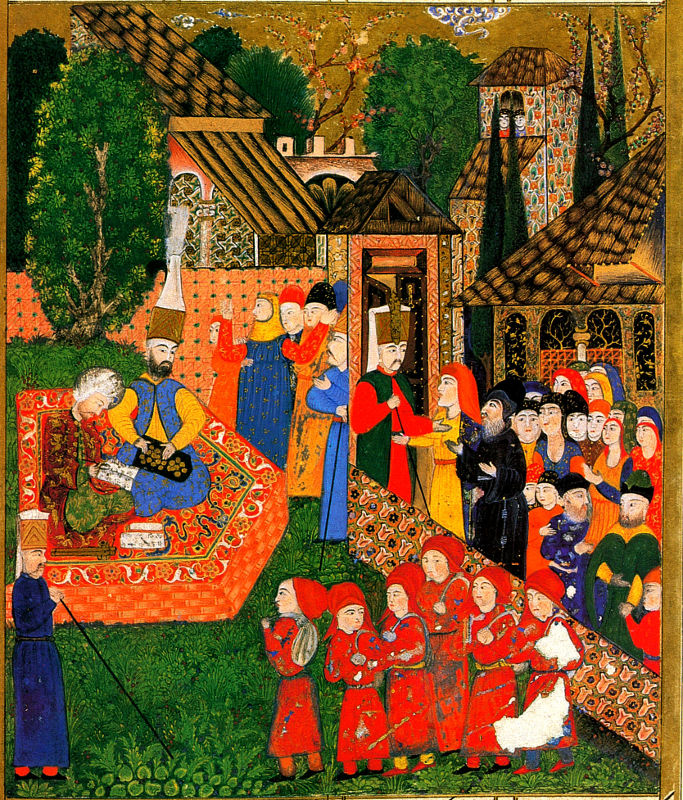
Ilustración de un funcionario otomano y su asistente registrando a niños cristianos para el devşirme. El funcionario cobra un impuesto para cubrir el precio de la ropa roja nueva de los niños y el costo del transporte desde su casa, mientras que el asistente registra su pueblo, distrito y provincia, filiación, fecha de nacimiento y apariencia física. Pintura en miniatura otomana, 1558.

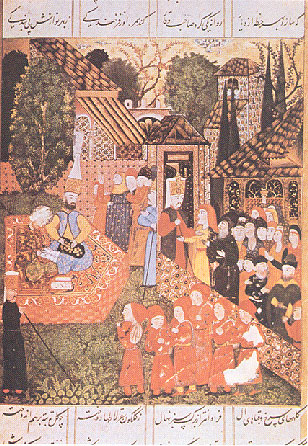
"Devşirme" (Huecograbado del Palacio Topkapi).

Devşirme o devshirme (en turco otomano: دوشيرمه, devşirme‎, generalmente traducido como "gravamen infantil" o "impuesto sobre la sangre") era la práctica por la cual el Imperio Otomano reclutaba niños de familias cristianas balcánicas por la fuerza para ser entrenados como soldados jenízaros, y forzarlos a convertirse al islam. Esta práctica fue motivada por el deseo de crear una clase de soldados de élite leales solo al sultán, en lugar de a la nobleza turca otomana.
Los niños procedentes de los Balcanes procedían principalmente de familias nobles y de la clase social rayah. El devşirme se menciona por primera vez en registros escritos del año 1438, pero probablemente empezó antes. Creó una facción de soldados y funcionarios leales al Sultán.  Contrarrestó a la nobleza turca, que a veces se oponía al sultán. El sistema produjo un número considerable de gran visir desde el siglo XV hasta el siglo XVII. Esta era la segunda posición más poderosa del imperio otomano, después del sultán. Inicialmente, los grandes visires eran exclusivamente de origen turco, pero después de los problemas entre el sultán Mehmed II y el gran visir turco Çandarlı Halil Paşa, que fue el primer gran visir ejecutado, se haría énfasis en administradores esclavos (devshirme). Eran mucho más fáciles de controlar para los sultanes y competían con los administradores libres de extracción aristocrática turca. El devşirme también produjo muchos gobernadores provinciales del imperio otomano, comandantes militares y divanes en el período comprendido entre el año 1400 a 1600. A veces, los reclutas devşirme eran castrados y se convertían en eunucos. Aunque a menudo fueron destinados al harén imperial otomano, muchos eunucos de origen devşirme llegaron a ocupar puestos importantes en el ejército y el gobierno, como los grandes visires Hadım Ali Pasha (1501-1503 y 1509-1511), Sinan Borovinić (1516-1517) y Hadım Hasan Pasha (1597-1598).
Durante unos 200 años, entre los siglos XIV y XVI, devşirme fue la principal forma de repoblación de los jenízaros. Cada tres o cuatro años, el jefe de los jenízaros emitía un decreto en el que se indicaba cuántos niños se necesitaban y adónde debía ir el cuerpo de jenízaros responsable de recogerlos. Los jenízaros (soldados otomanos del sistema devşirme) tomarían a hombres cristianos europeos, de entre 8 y 20 años, de Este, Sur y Europa del Sudeste, y los trasladarían a Constantinopla (Estambul). donde serían entrenados. El hecho de que muchos fueran arrebatados por la fuerza a sus padres ha sido objeto de críticas. El devşirme a menudo fue resentido por los lugareños, que circuncidaban a sus hijos para hacerlos pasar por musulmanes y evitar así la esclavitud. Sin embargo, una vez esclavizados, eran forzados a convertirse al islam, pero a veces usaban sus puestos para ayudar a sobrevivir a sus familias cristianas, pero otras veces eran enviados a diezmar a las poblaciones cristianas de donde procedían. Estaba prohibido reclutar a musulmanes en el sistema devsirme (con algunas excepciones).
Muchos apologistas musulmanes consideran que la práctica del devishirme viola la ley islámica, pero Halil İnalcık argumenta que los devşirme no serían esclavos una vez que aceptaran al islam para salvar sus vidas por lo que no contradice la sharia. Los niños recibirían una educación islámica en las madrasas de Constantinopla, se capacitarían en 'ciencia', yihad y administración burocrática, y se convirtieron en asesores del sultán, infantería de élite, generales en el ejército, capitanes en la marina y burócratas que trabajarían en las finanzas en el Imperio Otomano.  Posteriormente, serían clasificados según sus capacidades y podían ascender de rango según el mérito. Los más talentosos (los  ichoglani) fueron entrenados para los puestos más altos del imperio.  Otros se unirían a los rangos militares como Jenízaros. Según los registros pertinentes, algunos eran seleccionados para convertirse en köçek. Sobre todo, se elegían a los niños varones guapos y presentables, de entre 7 y 8 años, los cuales eran llevados a salas de ensayo privadas (meşkhane). El köçek estaba disponible sexualmente, a menudo al postor más alto, en el papel pasivo.
La práctica comenzó a desaparecer una vez que los soldados otomanos prefirieron reclutar a sus propios hijos en el ejército, en lugar de a los hijos de familias cristianas. En 1594, se les permitió oficialmente a los musulmanes tomar las posiciones ocupadas por el devishirme. Finalmente, se cree que en los primeros días del reinado de Ahmed III, se abolió el devşirme, ya que los territorios conquistados ya estaban consolidados y la práctica ya no era necesaria.

## Historia
El Imperio otomano, comenzando con Murat I, sintió la necesidad de "contraatacar el poder de los nobles y notables (turcos) mediante el desarrollo de soldados cristianos vasallos y esclavos conversos kapıkulları como sus tropas personales, independientes del ejército regular". Estas fuerzas de élite, las cuales servían al sultán otomano directamente, fueron divididos en dos grupos principales: caballería e infantería. La caballería fue conocida como Kapıkulu Süvari (La Caballería de los Sirvientes del Porte) y la infantería eran conocidos como Yeni Çeri (traducido al español como jenízaros), que significaba "los Nuevos Cuerpos".
Al principio, los soldados que servían en estas unidades eran seleccionados de los eslavos capturados durante una guerra. Sin embargo, el sistema comúnmente conocido como "devşirme" fue adoptado muy pronto: en este sistema, niños no musulmanes de las poblaciones cristianas rurales de los Balcanes eran reclutados antes de la adolescencia y eran criados como musulmanes. Al alcanzar la adolescencia, estos niños eran enrolados en una de las cuatro instituciones reales: el Palacio, los Escribas, los Religiosos y los Militares. Aquellos enrolados en los Militares podían ser parte de los cuerpos jenízaros, o ser parte de otros cuerpos. Los más brillantes eran enviados a la institución del Palacio (Enderun), y eran destinados para ejercer una carrera dentro del Palacio mismo, donde tal vez podrían optar por un puesto gubernamental muy alto, como el de Gran Visir, el ministro y delegado militar más poderoso.
El adiestramiento era tanto bélico como cultural: caligrafía, teología, literatura, leyes y lenguas.

## La vida del devşirme
La edad ideal de los esclavos era entre 8 y 10 años y se prohibió el reclutamiento de niños menores de 8 años. El sistema devşirme causaba rencor a nivel local y hubo resistencia hacia el mismo. Incluso hubo rebeliones cristianas iniciadas específicamente contra el devşirme en Albania y Epiro en 1565. Muchas fuentes (incluido Paulo Jovio) mencionaron los intentos de padres cristianos de evitar el devşirme: tratar de sobornar a los oficiales, casar a los niños a la edad de 12 años, mutilar al niño o la conversión al islam, tanto del niño como toda la familia para evitar la esclavitud del infante.
 Por otro lado, como el devşirme podía alcanzar posiciones poderosas, algunos padres cristianos en Bosnia sobornaban a los exploradores para que se llevaran a sus hijos para sacarles de la pobreza y evitarles todos los impuestos (yizia, jarach, entre otros) y semiesclavitud en que vivía la población cristiana.
"Los niños eran separados a la fuerza de sus familias y llevados a Constantinopla. Una vez allí, eran forzados a convertirse al Islam, examinados y entrenados para servir al imperio Otomano. Este sistema produjo soldados del cuerpo de infantería, así como administradores civiles y oficiales militares de alto rango."  Se hacía un registró su pueblo natal, distrito y provincia, parentesco, fecha de nacimiento y apariencia física.
A pesar de que la influencia de la nobleza turca continuó en la corte otomana hasta el reinado de Mehmet II, la clase gobernante otomana lentamente llegó a ser dominada exclusivamente por los Devşirme, creando una clase social separada. Esta clase de gobernantes era escogida de entre los más brillantes de los Devşirme y seleccionada cuidadosamente para servir dentro de la institución del Palacio, conocida como el Enderun. Debían acompañar al Sultán en campañas, pero el servicio excepcional podría ser recompensado con alguna asignación fuera del palacio. Aquellos seleccionados para la institución de los Escribas, conocida como Kalemiyye también eran recompensados con posiciones de mucho prestigio. La institución religiosa, conocida como İlmiyye, eran todos pertenecientes al clero ortodoxo del Imperio otomano. Eran educados y enviados a las provincias o servían en la capital del Imperio.
Tavernier hizo notar en el año de 1678 que los jenízaros se parecían más a una orden religiosa que a un cuerpo militar. A los miembros de la organización no se les prohibía el matrimonio, como Tavernier después notó, pero eso era algo poco común entre ellos. Llegó a describir que sus números se habían incrementado hasta llegar a un número cercano a cien mil, pero esto fue debido a la degeneración de las regulaciones y muchos de ellos en realidad eran falsos jenízaros, pasando como tales por las exenciones en el pago de impuestos y otros privilegios sociales. Al parecer el número real de jenízaros en realidad era mucho más reducido. (Stanford Shaw escribió que su número era demenos de 30 000 bajo el mandato de Solimán el Magnífico.)
Sin lugar a dudas, la mayoría de las familias cristianas estaban desconsoladas porque les quitaran a sus hijos, en Epiro, una canción popular tradicional expresaba ese resentimiento, maldiciendo al sultán y amonestando contra el secuestro de los niños:

Maldito, oh emperador, condenado tres veces

Por el mal que has hecho y el mal que haces.

Atrapas y encadenas al anciano y a los arciprestes

Para tomar a los niños como jenízaros.

Sus padres lloran y sus hermanas y hermanos también Y yo lloro hasta que me duele;

Mientras viva, lloraré

El año pasado fue mi hijo y este año mi hermano.
Canción anónima en protesta por la captura de niños pequeños para convertirlos en esclavos del Imperio Otomano

Albertus Bobovius escribió en 1686 que las enfermedades eran comunes entre los devşirme y llevaban una disciplina muy estricta.
Basilike Papoulia escribió que "... el devşirme fue el 'traslado forzoso', en forma de impuesto, de los hijos de los súbditos cristianos de su entorno étnico, religioso y cultural y su transporte al entorno turco-islámico con el objetivo de emplearlos en el servicio del Palacio, el ejército y el estado, por lo que estaban por un lado para servir al sultán como esclavos y libertos y por el otro para formar la clase dominante del Estado ". En consecuencia, Papoulia coincide con Hamilton Alexander Rosskeen Gibb y Harold Bowen, autores de Sociedad Islámica y Occidente, en que el devshirme fue una penalización impuesta a los pueblos balcánicos desde que sus antepasados resistieron la invasión otomana. Vladimir Minorsky declara: "La manifestación más sorprendente de este hecho es el sistema sin precedentes del devşirme, es decir, el reclutamiento periódico de 'niños impuestos', por el cual los hijos de los cristianos fueron arrancados de sus familias, iglesias y comunidades para ser moldeados en pretorianos otomanos debiendo su lealtad al sultán y al Islam."  El sistema fue explicado por Çandarlı Kara Halil Hayreddin Pasha, fundador de los Jenízaros, " Los conquistados son esclavos de los conquistadores, a quienes pertenecen sus bienes, sus mujeres y sus hijos como posesión legal.  ". Esta declaración literal se encuentra claramente explicada en el Corán (Ma malakat aymanukum o los que poseen tus manos diestras, se encuentra 15 veces en el corán) también para los infieles, ya que el pachá también se refería a la sunna de Mahoma:

Narró Anas bin Malik: El Apóstol de Alá (p.b.u.h) ofreció la oración del Faŷr cuando aún estaba oscuro, luego montó y dijo: '¡Allah Akbar! Jáibar está arruinado. Cuando llegamos a una nación, lo más desafortunado es la mañana de los que han sido advertidos. "La gente salió a las calles diciendo:" Mahoma y su ejército ". El Apóstol de Alá los venció por la fuerza y sus guerreros fueron asesinados; los niños y las mujeres fueron llevados cautivos, Safiya fue tomada por Dihya Al-Kalbi y más tarde perteneció al Apóstol de Alá quien se casó con ella y su Mahr fue su manumisión.
Sahih al-Bujari 2:14:68. Véase también Sahih Bukhari 1:8:367, Sahih Bukhari 4:53:373, Sahih Bukhari 5:59:512, Sahih Bukhari 8:77:600, Sahih Muslim 15:4112, Sahih Bukhari 5:59:447 y Sahih Bukhari 9:89:296

## Etnicidad de los devşirme, y excepciones
Los devşirme eran reunidos una vez cada cuatro o cinco años de las provincias rurales en los Balcanes, y ninguno era musulmán. El reclutamiento de los devşirme no era aplicado en las ciudades más grandes del imperio, y los hijos de artesanos locales en pueblos rurales también eran exentos, ya que se consideraba que reclutarlos podría dañar a la economía. Los judíos y los armenios estaban exentos de este servicio, así que los Devşirme eran reclutados de las minorías cristianas de los Balcanes. Sin embargo, los musulmanes bosnios también eran reclutados entre los rangos militares de los Devşirme. Shaw escribió que eran enviados directamente para servir en el Palacio, bajo las órdenes de grupos llamados "potor". Lewis escribió que los "jenízaros otomanos eran de origen eslavo y balcánico, principalmente albaneses."

## Deterioro de la clase de los devşirme
Los devşirme se debilitaron durante los siglos XVI y XVII debido a muchos factores, incluyendo la inclusión de musulmanes libres dentro del sistema. Después de 1568 la 'cosecha de niños' era hecha de manera ocasional. En 1632 los jenízaros intentaron un fallido golpe en contra de Murad IV, quien les impuso un juramento de lealtad. En 1648 los cuerpos devşirme fueron oficialmente disueltos; se hicieron distintos intentos de reintroducirlos en 1703, pero fallaron debido a la resistencia de los nuevos miembros turcos de los cuerpos de los jenízaros, ya que estos últimos codiciaban los puestos de mayor jerarquía, ya que los querían exclusivamente para sus propias familias.

## La respuesta de la sociedad
Existen recuentos de familias musulmanas que intentaron pasar de contrabando a sus hijos dentro de la leva, lo cual estaba estrictamente prohibido. Aunque el devşirme convertía a los niños en los esclavos estatales del Sultán, la mayoría de ellos lo consideraban un honor ya que los podía llevar a posiciones altamente privilegiadas dentro de la sociedad otomana. El sistema también tenía límites específicos acerca de quienes y cuantos niños debían ser reclutados. El arrebato de niños cuya ausencia pudiera causar dificultades y penurias no estaba permitido.  
Otro aspecto es que el personal reclutado para las ramas militares y administrativas servían como una especie de contrabalance del control ejercido por la vieja nobleza turca, el cual era canalizado hacia la educación, derecho, la religión musulmana y la caballería provincial.